# Bengeo Rural
Bengeo Rural är en civil parish i Storbritannien.   Den ligger i grevskapet Hertfordshire och riksdelen England, i den sydöstra delen av landet, 40 km norr om huvudstaden London.